# ميخائيل هنري
ميخائيل هنري (بالإنجليزية: Michael Henry)‏ هو سياسي جامايكي، ولد في 1 يونيو 1935 في سبانيش تاون في جامايكا. حزبياً، نشط في حزب العمال الجامايكي. وقد انتخب عضو مجلس نواب جامايكا.